# Садовое (Шахтёрский район)
Садо́вое (укр. Садове) — посёлок в Шахтёрском районе Донецкой области Украины. Под контролем самопровозглашённой Донецкой Народной Республики.

## География
В Донецкой области имеются ещё 2 одноимённых населённых пункта, в том числе село Садовое в соседнем Амвросиевском районе.

#### Соседние населённые пункты по странам света
С: Сердитое (примыкает), Лобановка
СЗ: Зуевка
СВ: город Шахтёрск
З: Зачатовка (примыкает), город Зугрэс
В: Молодецкое
ЮЗ: Цупки, Певчее
ЮВ: Дубовое, Зарощенское, Шапошниково, Захарченко
Ю:  Русско-Орловка

## Население
Население по переписи 2001 года составляло 1141 человек.

## Общие сведения
Почтовый индекс — 86251. Телефонный код — 6255. Код КОАТУУ — 1425287801.

## Местный совет
86251, Донецкая обл., Шахтерский р-н, пос. Садовое, ул.Первомайская, д. 7